# Consejo Nacional de Medios de Comunicación (Emiratos Árabes Unidos)

Los símbolos de las clasificaciones de películas de NMC, como se muestran a principios de 2018. Desde entonces, los símbolos se han rediseñado varias veces.

El Consejo Nacional de Medios de Comunicación (en árabe: المجلس الوطني للإعلام‎, romanizado: al-Majlis al-Watani li'al-Ealam) (NMC) es una institución federal de los Emiratos Árabes Unidos (EAU) que fue establecida en virtud de la Ley Federal No 1 de 2006. Promueve y apoya todas las iniciativas y actividades relacionadas con los medios de comunicación en los EAU y en el extranjero. Los objetivos fijados para el consejo son "Proporcionar un entorno regulatorio integrado que sea conductivo para el desarrollo del sector de los medios de comunicación en los EAU, destacando los logros de los EAU en los medios de comunicación tanto a nivel nacional como internacional y garantizando que todos los servicios administrativos se presten con alta calidad, eficiencia y transparencia".

## Leyes y Reglamentos de Medios de Comunicación de los EAU
Los EAU tienen varias leyes y resoluciones que organizan el campo de los medios de comunicación, y el consejo asume un papel vital en su implementación. Los EAU tienen seis leyes y resoluciones principales: ley de derechos de autor de la AUE 7 de 2002, decisión del Gabinete No. 4 de 2006 sobre el sistema del Consejo Nacional de Medios de Comunicación, Decisión del Gabinete No 14 de 2006 sobre el sistema del Consejo Nacional de Medios de Comunicación, Resolución No (70/13) del Consejo de Ministros para el año 2007, que se reúne con el No 4 para regular el ejercicio de algunas de las licencias de medios de comunicación libres y Presidente de la Decisión No 35 del Consejo para el año 2012 sobre los criterios de contenido y los medios de comunicación publicitarios.

## Relaciones NMC
El Consejo Nacional de Medios de Comunicación está interesado en establecer relaciones con una serie de instituciones de medios de comunicación, gobierno y académicas con el fin de alcanzar sus principales objetivos estratégicos. Estos socios incluyen: Instituciones Nacionales de Medios de Comunicación, Instituciones Regionales e Internacionales de Medios de Comunicación, Zona Libre de Medios, Instituciones Federales y Locales.

## Estructura NMC
Además de su sede en Abu Dabi, el Consejo Nacional de Medios de Comunicación de los EAU tiene filiales en los otros Emiratos. El expresidente de "Sky News Arabia", el ministro de Estado Dr. Sultan Ahmed Al Jaber ha presidido el NMC desde mayo de 2015. El consejo tiene una junta que supervisa a varios subcomités que emprende misiones específicas. El gabinete de los EAU ha aprobado los nuevos cambios introducidos en la estructura de la NMC en virtud de la Resolución No 9 de 2013 y la Resolución No 12 de 2013 que definen esta estructura de acuerdo con la "Visión EAU 2021".